# Rubus multispinus
Rubus multispinus är en rosväxtart som beskrevs av Blanchard. Rubus multispinus ingår i släktet rubusar, och familjen rosväxter. Inga underarter finns listade i Catalogue of Life.